# Piccolo Paradiso
Piccolo Paradiso, fr. Petit Paradis lub Pic de l'Infortune – szczyt w Alpach Graickich, części Alp Zachodnich. Leży w północnych Włoszech na granicy regionów Dolina Aosty i Piemont. Jest jednym z niższych szczytów Gran Paradiso. Należy do Masywu Gran Paradiso. Szczyt można zdobyć ze schronisk Rifugio Vittorio Emanuele II (2732 m) lub Rifugio Federico Chabod (2750 m). Szczyt składa się z trzech wierzchołków: Punta Vaccarone (3868 m.), Punta Farrar (3921 m.) i Punta Frassy (3926 m).
Pierwszego wejścia dokonali P. G. Frassy i E. Jeantet 3 sierpnia 1869 r.